# Phoenix Suns 2000-2001
La stagione 2000-01 dei Phoenix Suns fu la 33ª nella NBA per la franchigia.
I Phoenix Suns arrivarono terzi nella Pacific Division della Western Conference con un record di 51-31. Nei play-off persero al primo turno con i Sacramento Kings (3-1).

## Roster
| N° | Naz.                   | Ruolo | Sportivo          | Anno | Alt. | Peso |
| -- | ---------------------- | ----- | ----------------- | ---- | ---- | ---- |
| 00 | Stati Uniti (bandiera) | G     | Tony Delk         | 1974 | 185  | 86   |
| 1  | Stati Uniti (bandiera) | GA    | Anfernee Hardaway | 1971 | 201  | 88   |
| 2  | Stati Uniti (bandiera) | G     | Elliot Perry      | 1969 | 183  | 68   |
| 8  | Stati Uniti (bandiera) | G     | Vinny Del Negro   | 1966 | 193  | 84   |
| 14 | Stati Uniti (bandiera) | C     | Chris Dudley      | 1965 | 211  | 107  |
| 15 | Porto Rico (bandiera)  | C     | Daniel Santiago   | 1976 | 216  | 116  |
| 17 | Stati Uniti (bandiera) | GA    | Mario Elie        | 1963 | 196  | 95   |
| 21 | Panama (bandiera)      | A     | Rubén Garcés      | 1973 | 206  | 111  |
| 23 | Stati Uniti (bandiera) | G     | Paul McPherson    | 1978 | 193  | 95   |
| 24 | Stati Uniti (bandiera) | A     | Tom Gugliotta     | 1969 | 208  | 109  |
| 25 | Grecia (bandiera)      | C     | Jake Tsakalidīs   | 1979 | 218  | 129  |
| 30 | Stati Uniti (bandiera) | AC    | Clifford Robinson | 1966 | 208  | 102  |
| 31 | Stati Uniti (bandiera) | A     | Shawn Marion      | 1978 | 201  | 100  |
| 32 | Stati Uniti (bandiera) | G     | Jason Kidd        | 1973 | 193  | 93   |
| 40 | Stati Uniti (bandiera) | C     | Corie Blount      | 1969 | 206  | 109  |
| 54 | Stati Uniti (bandiera) | A     | Rodney Rogers     | 1971 | 201  | 107  |

## Staff tecnico
- Allenatore: Scott Skiles
- Vice-allenatori: Jim Boylan, Frank Johnson, Phil Weber, John MacLeod
- Preparatore atletico: Aaron Nelson
- Assistente preparatore: Casey Smith
- Preparatore fisico: Robin Pound